# 宽额缨鲆
宽额缨鲆（学名：Crossorhombus valderostratus），又名寬額青纓鮃，为鮃科缨鲆属的其中一種，為熱帶海水魚，分布於西印度洋南非、斯里蘭卡、印度；中西太平洋菲律賓海域，棲息深度35-146公尺，體長可達14公分，棲息在沙泥底質底層水域，生活習性不明，可作為食用魚。